# 賢木村
賢木村（けんぼくむら/さかきむら）は、熊本県の北部、玉名郡にかつてあった村。

## 歴史
- 1889年4月1日 - 玉名郡久重村、上長田村、今村、宮尾村、長山村、細永村の一部、 高久野村、豊永村の一部が合併し賢木村が成立。
- 1955年4月1日 - 南関町、大原村、米富村、坂下村と合併し南関町が発足。

## 村長
- 坂口主税

## 学校
- 賢木村立賢木小学校